# Municipalità di Saldus
La municipalità di Saldus (in lettone Saldus novads) è una delle trentasei municipalità della Lettonia. È situata nel sud del Paese, nella regione storica della Curlandia e confina con la Lituania. Il capoluogo è la città di Saldus.

## Suddivisione
La municipalità comprende 2 città (Brocēni e Saldus) e 19 parrocchie:
- Blīdene
- Ciecere
- Ezere
- Gaiķi
- Jaunauce
- Jaunlutriņi
- Kursīši
- Lutriņi
- Nīgrande
- Novadnieki
- Pampāļi
- Remte
- Ruba
- Saldus
- Šķēde
- Vadakste
- Zaņa
- Zirņi
- Zvārde